# Адамовський Олег Олегович
Оле́г Оле́гович Адамо́вський (нар. 21 січня 1992, с. Урожайне, Донецька область — пом. 12 березня 2022, біля Харкова) — підполковник (посмертно; майор під час служби) Збройних сил України, учасник російсько-української війни, що загинув під час російського вторгнення в Україну 2022 року, Герой України з удостоєнням ордена «Золота Зірка» (2022, посмертно).

## Життєпис
Олег Адамовський народився у селі Урожайне Донецької області. Мріяв бути професійним військовиком ще з дитинства, коли уважно слухав розповіді батька про службу в армії. 2014 року закінчив Харківський національний університет Повітряних Сил імені Івана Кожедуба з відзнакою. Служив у складі 92-ї окремої механізованої бригади імені кошового отамана Івана Сірка, був учасником бойових дій на сході України.
12 березня 2022 року загинув під час оборони Харкова. Група під його керівництвом під час виконання бойового завдання, натрапила на ворожу засідку. Олег Адамовський до останнього прикривав відхід побратимів… ціною свого життя.
Поховали Олега 15 березня 2022 року в селищі Велика Новосілка на рідній Донеччині. Того ж дня ворожими снарядами пошкоджено будинок, де він жив з дружиною Ганною Адамовською.
Перепоховали Олега 19 березня 2023 року в місті Харкові на Алеї Слави. В Олега залишилася дружина.

## Нагороди
- звання Герой України з врученням ордена «Золота Зірка» (2 квітня 2022, посмертно) — за особисту мужність і героїзм, виявлені у захисті державного суверенітету та територіальної цілісності України, вірність військовій присязі[5].
- орден Богдана Хмельницького III ступеня (14 березня 2022 посмертно) — за особисту мужність під час виконання бойових завдань, самовіддані дії, виявлені у захисті державного суверенітету та територіальної цілісності України, вірність військовій присязі[6].